# Nikolàievka (Altai)
Nikolàievka - Николаевка (rus) - és un poble del krai de l'Altai, a Rússia, que el 2016 tenia 458 habitants. Pertany al districte de Lóktevski.